# Турочак
Турочак (алт. Турачак) — село в Республіці Алтай. Адміністративний центр Турочацького району. Засновано в 1864. Населення — близько 5,5 тис. чоловік.
Село розташоване за 190 км на південний схід від Бійська і за 78 км на південь від села Артибаш, у міжгірській долині між річками Бія та її правою притокою Лебедем.
Назва цього великого села та районного центру перекладається з алтайського як тепле житло.
В околицях Турочак була виявлена стародавня писаниця, частини якої були використані для оформлення краєзнавчого музею Горно-Алтайську.
Є автовокзал, магазини, ринок.

## Культура
У Турочаку діє художній салон, де регулярно проводяться виставки художників і народних умільців. Щорічно проводиться бардівський фестиваль «Зелений рай».

## Цікаві факти
У 1940-х роках на лісоповалі селища працював майбутній керманич Польщі Войцех Ярузельський.